# Волновое сопротивление
Волново́е сопротивле́ние — характеристика среды распространения волны.

## Вакустике
Волновое сопротивление в газе и жидкости — отношение звукового давления в бегущей плоской звуковой волне к колебательной скорости частиц среды. Также волновое сопротивление равно произведению плотности среды на скорость звука в ней.
Волновое сопротивление в твёрдых телах для продольных волн — отношение механического напряжения, взятого с обратным знаком, к колебательной скорости частиц среды.
См. также удельное акустическое сопротивление.

## Вгидромеханике
Волновое сопротивление в гидромеханике — часть гидро- и аэродинамического сопротивления, характеризующая затраты энергии на образование волн, например:
- волн, образующихся на поверхности воды при движении корабля;
- ударных волн, возникающих при сверхзвуковом полете самолёта;
- и т. д.

## Вэлектродинамике
В электродинамике волновое сопротивление линии передачи (коротко — волновое сопротивление) — величина, определяемая отношением напряжения падающей волны к току этой волны в линии передачи (по закону Ома).
При определении волнового сопротивления может использоваться также напряжение и ток отражённой или бегущей волн.
Единица измерения — Ом.
При расчёте волнового сопротивления по методу комплексных амплитуд используют амплитуды напряжения и силы тока. При наличии потерь в линии передачи значение становится комплексным.
Волновое сопротивление линии передачи зависит от её конструкции и электрофизических параметров применяемых материалов (ε, μ, σ), что совместно определяет погонные параметры линии передачи (ёмкость, индуктивность, сопротивление и проводимость на единицу длины), а также от типа волны, при наличии дисперсии — от частоты электромагнитных колебаний.
Волновое сопротивление часто путают с характеристическим сопротивлением волны — величиной, определяемой отношением поперечной составляющей напряженности электрического поля к поперечной составляющей напряженности магнитного поля бегущей волны.
В длинной линии волновое сопротивление равно (по закону Ома):
{\displaystyle Z_{0}={U_{m} \over I_{m}},}
где:
- {\displaystyle U_{m}} — амплитуда напряжения волны (падающей, отраженной или бегущей);
- {\displaystyle I_{m}} — амплитуда силы тока той же волны.

В бесконечно длинных линиях нагрузка имеет чисто активный характер, поэтому энергия, запасаемая в индуктивности и ёмкости, одинаковая.
{\displaystyle {L_{1}XI_{m}^{2} \over 2}={C_{1}XU_{m}^{2} \over 2},}
где:
- {\displaystyle L_{1}} — погонная индуктивность;
- {\displaystyle C_{1}} — погонная ёмкость;
- {\displaystyle X} — часть линии;
- {\displaystyle U_{m}} — амплитуда напряжения в линии;
- {\displaystyle I_{m}} — амплитуда силы тока в линии.

Поэтому волновое сопротивление в бесконечно длинных линиях определяется погонными индуктивностью и ёмкостью:
{\displaystyle {\sqrt {L_{1} \over C_{1}}}={U_{m} \over I_{m}}=Z_{0}.}
Волновое сопротивление среды — отношение амплитуд электрического и магнитного полей электромагнитных волн, распространяющихся в среде:
{\displaystyle Z={E_{0}^{-}(x) \over H_{0}^{-}(x)}.}
Если волновые сопротивления двух сред, имеющих границу раздела, одинаковы, то на этой границе не происходит отражения электромагнитных волн, даже если диэлектрическая и магнитная проницаемости в средах различны.

## В радиотехнике
При распространении электромагнитной волны в среде с относительными диэлектрической {\displaystyle \varepsilon } и магнитной {\displaystyle \mu } проницаемостями амплитудные и мгновенные значения напряжённости электрического {\displaystyle E} и магнитного {\displaystyle H} полей связаны соотношением: {\displaystyle {\sqrt {\varepsilon _{0}\varepsilon }}E={\sqrt {\mu _{0}\mu }}H}, где {\displaystyle \mu _{0}} — магнитная постоянная, {\displaystyle \varepsilon _{0}} — электрическая постоянная. Это выражение можно представить в виде:
{\displaystyle {\frac {E}{H}}={\sqrt {\frac {\mu _{0}\mu }{\varepsilon _{0}\varepsilon }}}}.
Отношение {\displaystyle {\frac {E}{H}}} принято называть волновым сопротивлением среды, поскольку существует формальная аналогия между уравнением {\displaystyle {\frac {E}{H}}={\sqrt {\frac {\mu _{0}\mu }{\varepsilon _{0}\varepsilon }}}} и законом Ома. Для вакуума {\displaystyle \mu =\varepsilon =1}, поэтому его волновое сопротивление {\displaystyle \rho _{v}={\sqrt {\frac {\mu _{0}}{\varepsilon _{0}}}}=376,73} Ом.